# Zostère
Zostera
Genre
Classification APG II (2003)
Les zostères sont des herbes marines, plantes aquatiques marines appartenant au genre Zostera (famille des Zostéracées) qui se développent dans les sédiments sableux et sablo-vaseux intertidaux et infralittoraux. Ce genre largement répandu dans le monde comprend entre 5 et 13 espèces selon les sources.
Les zostères sont en régression (parfois brutale) dans une grande partie de leurs habitats, par exemple dans le bassin d'Arcachon et dans l'étang de Berre (où une campagne de réintroduction a eu lieu en mai 2024, voir Réintroduction de la zostére dans l'étang de Berre); sans doute à la suite d'effets synergiques impliquant des eutrophisants, des pesticides (agricoles, mais aussi provenant des antifoulings), hausse de la turbidité, des polluants métalliques, des microbes/parasitoses, et peut-être le réchauffement climatique.

## Étymologie
Le nom générique Zostera dérive du grec ancien ζωστήρ zoster signifiant ceinture, en référence à la forme des feuilles.

## Caractéristiques générales
Ce sont des plantes marines herbacées, généralement vivaces, à feuilles en forme de rubans de 20 à 120 cm de long et 0,5 à 1,5 cm de large selon les espèces, de couleur vert brillant.
Ces feuilles s'insèrent sur de courtes tiges portées par des rhizomes ramifiés blancs.
Les fleurs sont encloses dans les gaines à la base des feuilles. Ces fleurs très simplifiées sont soit mâle (une étamine), soit femelle (un carpelle).
Les fruits vésiculeux peuvent flotter.
La diagnose du genre est, pour les parties stériles, la suivante :
- feuille avec gaine à la base et portant une ligule à la jonction de la gaine et du limbe ;
- feuille sans cellules à tanin ;
- rhizome non comprimé, avec  inter-nœuds de plus de 2 mm de long ;
- rhizome monopodial, herbacé, portant une courte tige à chaque nœud.

Les classifications les plus récentes divisent le genre Zostera en deux sous-genres bien distincts, Zostera et Zosterella.
 Certains auteurs considèrent même ce dernier comme un genre à part entière qu'ils nomment Nanozostera.
| Caractères distinguant les sous-genres Zostera et Zosterella | Caractères distinguant les sous-genres Zostera et Zosterella | Caractères distinguant les sous-genres Zostera et Zosterella |
|                                                              | subgen. Zostera                                              | subgen. Zosterella ou gen. Nanozostera                       |
| ------------------------------------------------------------ | ------------------------------------------------------------ | ------------------------------------------------------------ |
| Position des faisceaux de fibres du rhizome                  | Dans la partie la plus externe de l'écorce                   | Dans la partie la plus profonde de l'écorce                  |
| Racines                                                      | Nombreuses (plus de 4) à chaque nœud                         | 1 à 4 à chaque nœud                                          |
| Gaines foliaires                                             | Tubulaires. Se fendent avec l'âge                            | Ouvertes et munies des deux volets membraneux                |
| Pousses                                                      | Terminales                                                   | Latérales                                                    |
| Inflorescence                                                | Pas de rétinacle                                             | Présence d'un rétinacle                                      |

## Répartition et habitat

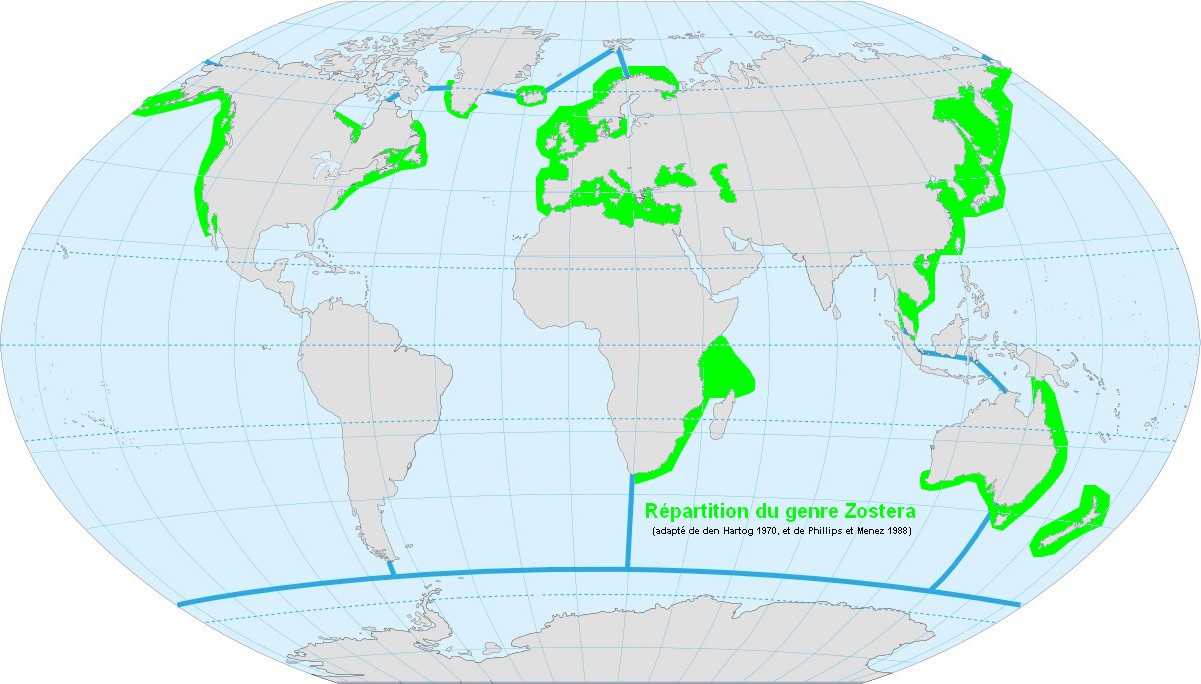
Répartition du genre Zostera

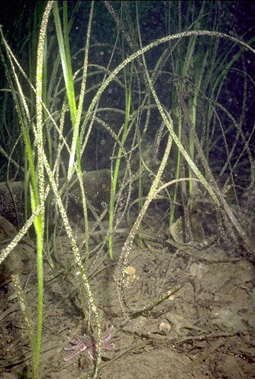
Herbier de zostères (États-Unis)

Ces herbes aquatiques, marines, forment des herbiers marins. Les zostères sont présentes dans les mers de tous les continents du globe.
On les trouve dans les sédiments sableux ou dans les estuaires (étage infralittoral), entièrement submergées ou partiellement flottantes.
Plus précisément :
- Zostera asiatica a été trouvée dans les îles Kouriles et à Hokkaidō (Japon) ;
- Zostera caespitosa a été identifiée sur les côtes de l'île de Honshū (Japon) ;
- Zostera caulescens a été identifiée dans des zones limitées de Corée et du Japon ;
- Zostera marina est très largement répandue dans la partie nord de l'océan Pacifique et de l'océan Atlantique jusqu'au nord du cercle Arctique, ainsi qu'en Méditerranée ;
- Zostera capensis se trouve à l'Est et au Sud de l'Afrique, du Kenya jusqu'en baie de Saldanha sur la côte atlantique ;
- Zostera capricorni a été identifiée en Australie, de la Nouvelle-Galles du Sud au Queensland, ainsi que dans le détroit de Torrès, la Nouvelle-Zélande et l'île Kangourou (Australie-Méridionale) ;
- Zostera japonica s'étend de Sakhaline  et du Kamtchatka jusqu'au Viet-Nam ;
- Zostera mucronata a été trouvée de l'Australie-Méridionale au sud de l'Australie-Occidentale ;
- Zostera muelleri s'étend du sud de l'Australie-Occidentale jusqu'à la Tasmanie ;
- Zostera noltii est répandue sur les côtes Atlantique de l'Europe ; de la Norvège à la Mauritanie ; en Méditerranée, mer Noire, mer Caspienne et mer d'Aral.

## Écologie
Les herbiers de zostères remplissent de nombreux services écosystémiques.
Ils jouent un rôle important dans le dépôt des sédiments, la stabilisation des substrats ainsi que comme support pour les algues épiphytes et les micro-invertébrés.
Ils forment aussi un milieu favorable à la reproduction de nombreuses espèces de poissons et de coquillages économiquement importantes. La conservation de leur diversité génétique pourrait être importante pour la résilience écologique des milieux littoraux face aux dérèglements climatiques, à l'acidification des océans et à la montée de la mer. Elle est consommée par certains oiseaux.
Dans les baies où elles ont besoin de certaines conditions d'éclairement, et dans certains estuaires où elles utilisent certaines capacités d'adaptation au manque de lumière (photoadaptation). Les feuilles de zostères détachées de leurs substrat enrichissent la laisse de mer qui a également une importance trophique et pour la stabilisation des plages ou dunes.
Dans les années 1930, un parasite unicellulaire (Labyrinthula zosterae) a provoqué un dépérissement des zostères, tuant 90 % de la biomasse.

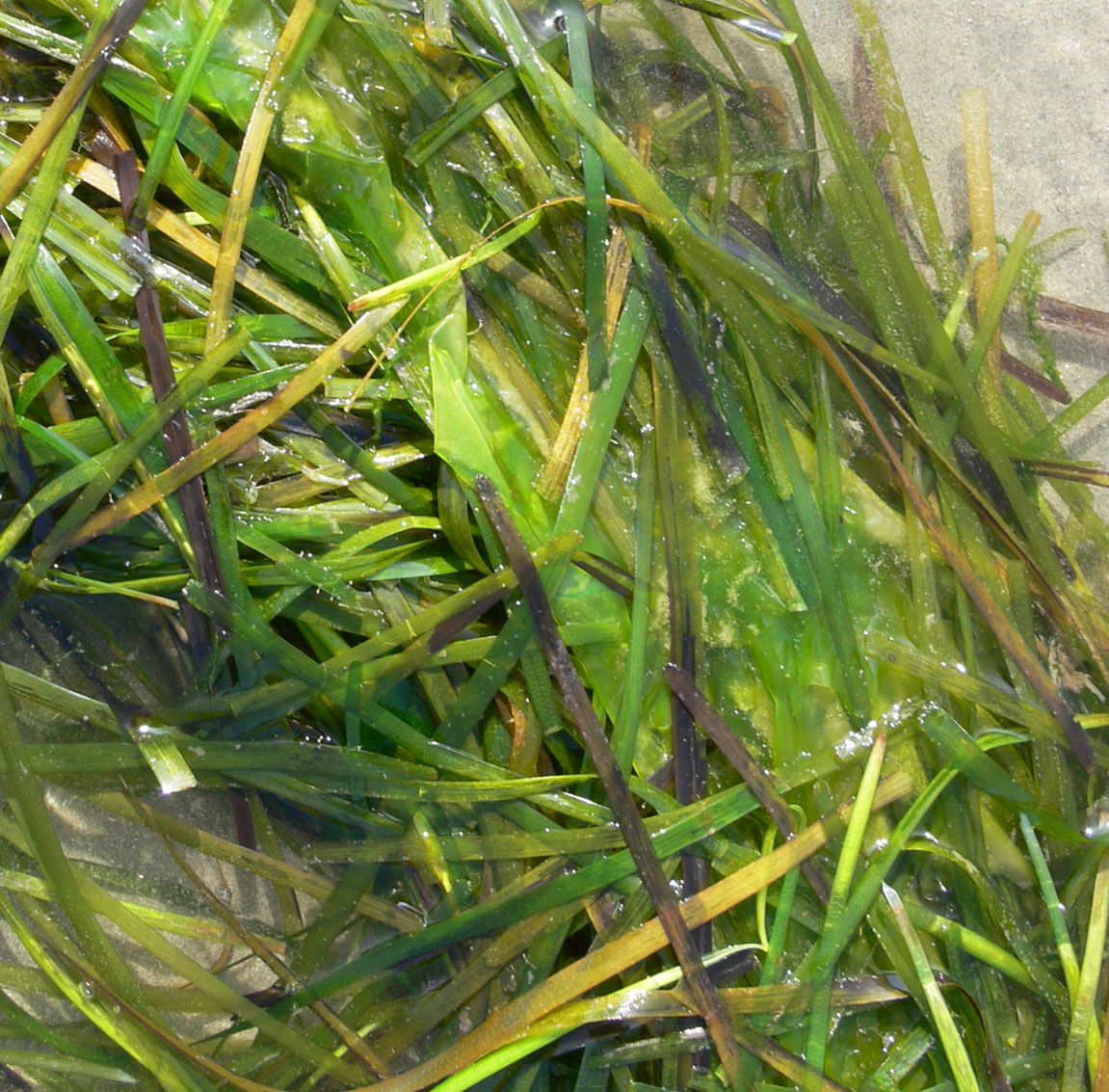
Inhabituel sur la façade atlantique, une laisse de mer  principalement constituée de feuilles de zostères, plante à fleur équivalent atlantique de la posidonie, et de rares algues vertes (Morgat, baie de Douarnenez)
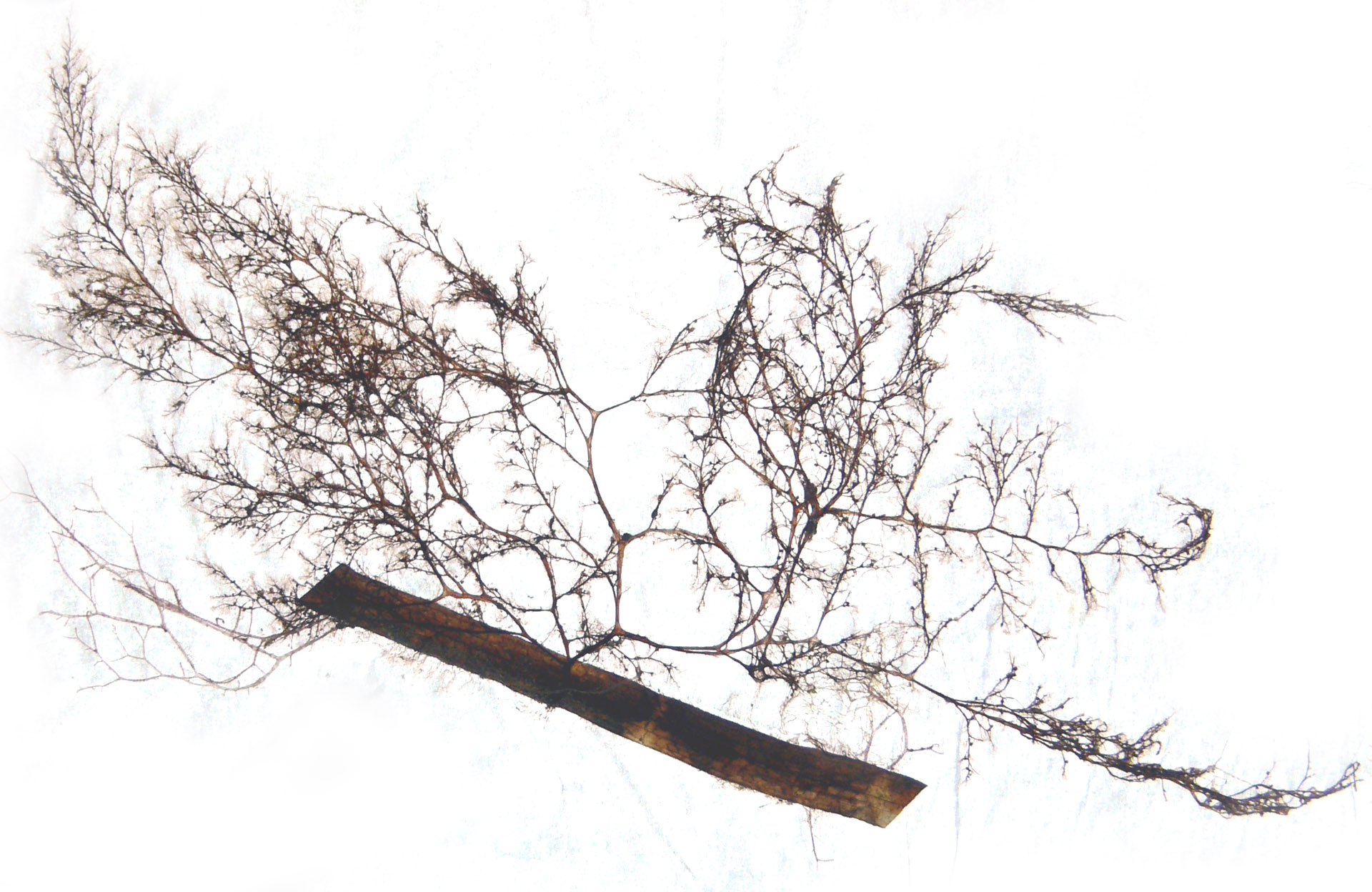
Les herbiers sont des habitats pour de nombreuses espèces. Les feuilles de zostères elles-mêmes sont le support d'algues épiphytes
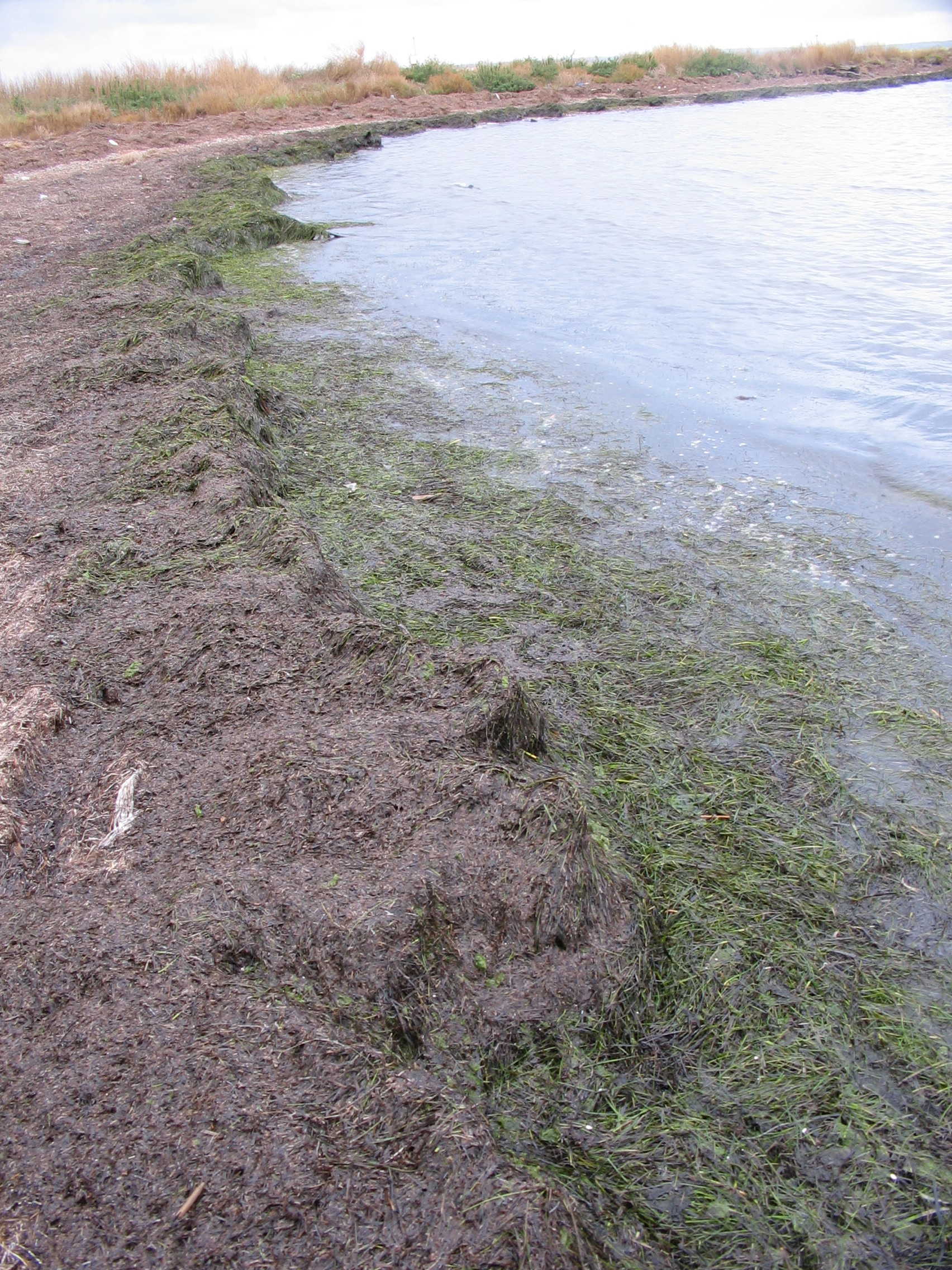
Mini-banquettes de Zostera noltii (Zostères naine) à Port Saint-Louis-du-Rhône

## Liste des espèces
Sont actuellement acceptées dans ce genre :
| Selon AlgaeBase et WoRMS : - Genre Zostera - Zostera angustifolia (Hornemann) Reichenbach - Zostera asiatica Miki, 1932 - Zostera mucronata den Hartog, 1970 - Sous-genre Zostera - Zostera caespitosa Miki, 1932 - Zostera caulescens Miki, 1932 - Zostera marina Linnaeus, 1753 - espèce type - Sous-genre Zosterella (Aschers.) Ost. - Zostera americana den Hartog, 1932 - Zostera capensis Setchell - Zostera capricorni Ascherson, 1876 - Zostera japonica Ascherson & Graebner, 1907 - Zostera muelleri Irmisch ex Ascherson, 1867 - Zostera noltii Hornemann - Zostera novazelandica Setchell, 1933 | Selon Catalogue of Life (consulté le 24/03/2021) : - Zostera angustifolia (Hornem.) Rchb. - Zostera asiatica Miki - Zostera caespitosa Miki - Zostera capensis Setch. - Zostera capricorni Asch. - Zostera caulescens Miki - Zostera chilensis (J.Kuo) S.W.L.Jacobs & Les - Zostera japonica Asch. & Graebn. - Zostera marina L. - Zostera mucronata Hartog - Zostera muelleri Irmisch ex Asch. - Zostera nigricaulis (J.Kuo) S.W.L.Jacobs & Les - Zostera noltii Hornem. - Zostera novazelandica Setch. - Zostera polychlamys (J.Kuo) S.W.L.Jacobs & Les - Zostera tasmanica M.Martens ex Asch. |

## Espèces fossiles
Une trace du genre Zostera a été exhumée de la flore Heersienne de Gelinden en Belgique et attribuée à l'espèce fossile Zostera nodosa (Brongn.) Sap. et Mar.

## Utilisation

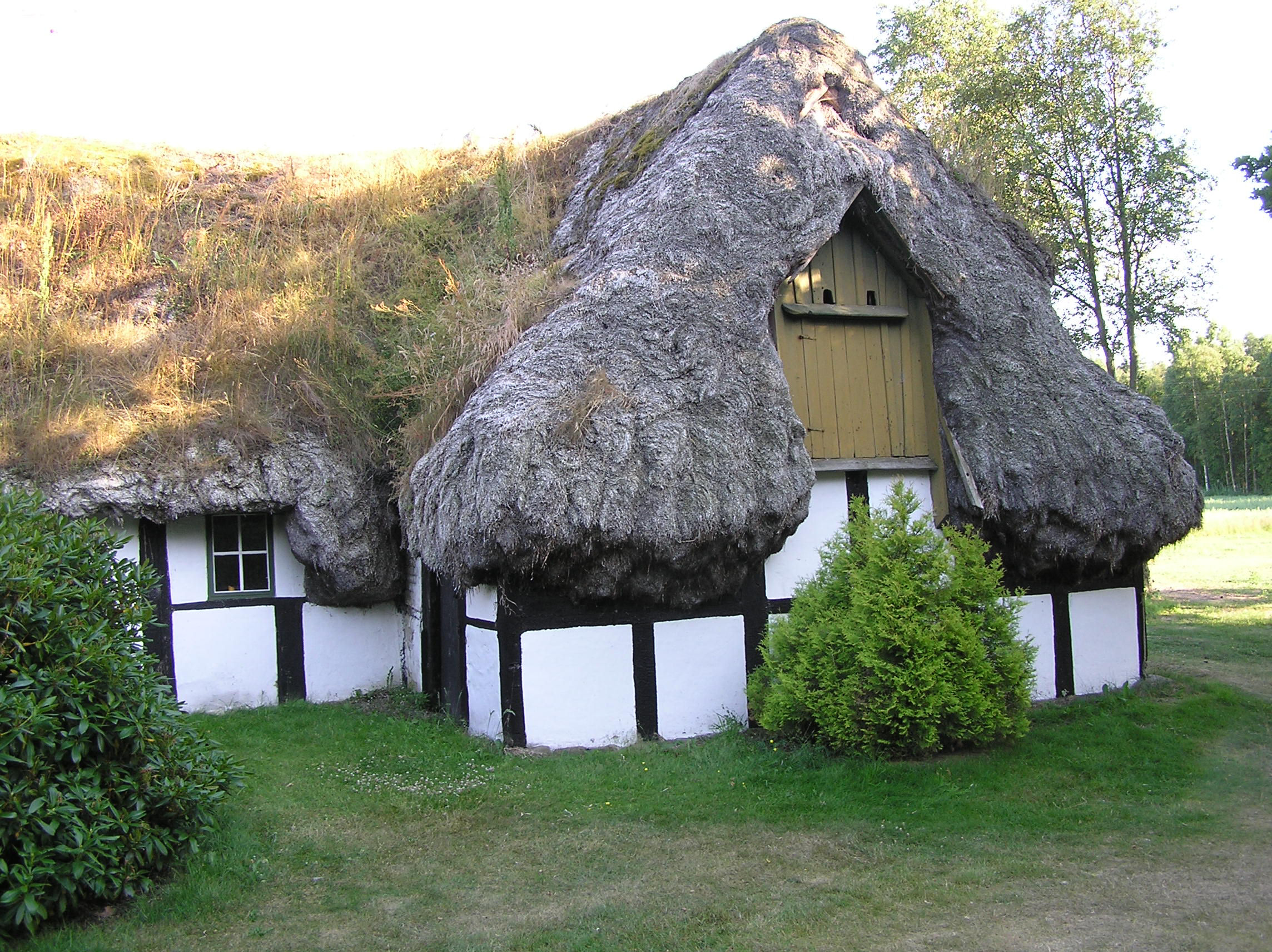
Cette maison traditionnelle danoise a un toit recouvert de feuilles séchées de Zostère marine.

En Europe les zostères étaient autrefois utilisées pour rembourrer les matelas et paillasses. Elles ont aussi parfois été utilisées pour recouvrir les toitures, notamment au Danemark. On les récoltait aussi pour les répandre dans les champs comme engrais.
Cette plante produit en été des composés phénoliques qui semblent jouer un rôle pour sa protection immunitaire et elle est riche en nutriments. Certains Amérindiens de l'île de Vancouver et de la côte de la Colombie-Britannique  consommaient le rhizome cru et le donnaient comme nourriture aux oiseaux domestiqués et au bétail,.
Ils consommaient, lors de grandes occasions, les tiges et rhizomes de cette zostère trempés dans l'huile d'un poisson, Thaleichthys pacificus, ou alors ils récoltaient sur la côte les feuilles de cette zostère portant des œufs de Clupeidae et mangeaient le tout,,. La plante entière était aussi utilisée comme herbe aromatique pour parfumer la viande de phoque, de marsouin ou de cervidés.
Les zostères ont servi de nourriture à la tribu amérindienne des Seris (Mexique), les rhizomes et la base des feuilles étaient consommées à l'état frais, ou séchées sous forme de gâteaux pour l'hiver.
À la fin du XIXe siècle, les zostères ont été utilisées sous forme de briquettes pour servir de bourrage obturant dans les « cofferdams » des cuirassés français comme l'Iéna.[réf. nécessaire]